# Il bambino venuto dal mare
Il bambino venuto dal mare (The Thirteenth Year) è un film per la televisione del 1999. Il film è stato diretto da Duwayne Dunham, già regista di altri film per bambini e pellicole Disney, tra cui Piccoli campioni e Halloweentown - Streghe si nasce. Le scene sull'oceano sono state girate principalmente nella zona di Newport Beach, Balboa Peninsula e Corona del Mar.

## Trama
Cody Griffin è all'apparenza un normale ragazzo di tredici anni che ha due genitori adottivi, va a scuola e ha una grande passione: il nuoto, nel quale oltre ad essere particolarmente bravo, viene anche supportato dalla sua famiglia. Oltre a questa grande passione, Cody ha anche un interesse per Sam, una ragazza della sua scuola, ed è ricambiato. Cody non sa però che la sua vita sta per cambiare completamente: un giorno, infatti, scopre che la sua vera madre era una sirena e che lui è dunque un tritone. Così Cody decide di approfondire il misterioso fatto finché non si troverà di fronte ad un bivio: continuare a vivere la vita che aveva sempre condotto, oppure decidere di intraprendere la vita di sua madre e tornare così alle sue origini.

## Cast
- Chez Starbuck - Cody Griffin
- Bridget & Kendra Byrd - Cody da bambino
- Justin Jon Ross - Jess Wheatley
- Courtnee Draper - Sam
- Brent Briscoe - Big John Wheatley
- Tim Redwine - Sean Marshall
- Dave Coulier - Whit Griffin
- Lisa Stahl - Sharon Griffin
- Brian Haley - Coach